# Milenov
Milenov (en allemand : Millenau) est une commune du district de Přerov, dans la région d'Olomouc, en République tchèque. Sa population s'élevait à 437 habitants en 2020.

## Géographie
Milenov se trouve à 5 km à l'ouest-nord-ouest de Hranice, à 19,5 km au nord-est de Přerov, à 30 km à l'est-sud-est d'Olomouc et à 237 km à l'est-sud-est de Prague.
La commune est limitée par Hranice au nord, par Hrabůvka à l'est, par Klokočí au sud-est, par le quartier Slavič de Hranice au sud, et par Jezernice et Lipník nad Bečvou à l'ouest.

## Histoire
La première mention écrite de la localité date de 1353.

## Transports
Par la route, Milenov se trouve à 7 km de Hranice, à 24 km de Přerov, à 37 km d'Olomouc et à 299 km de Prague.